# Дандоло
Дандоло е стара венецианска фамилия от патрицианско потекло.
През 12, 13 и 14 век играе важна роля в управлението на републиката на Свети Марко, излъчвайки 4 венециански дожове - Енрико Дандоло, Джовани Дандоло, Франческо Дандоло и Андреа Дандоло.